# W. Köng

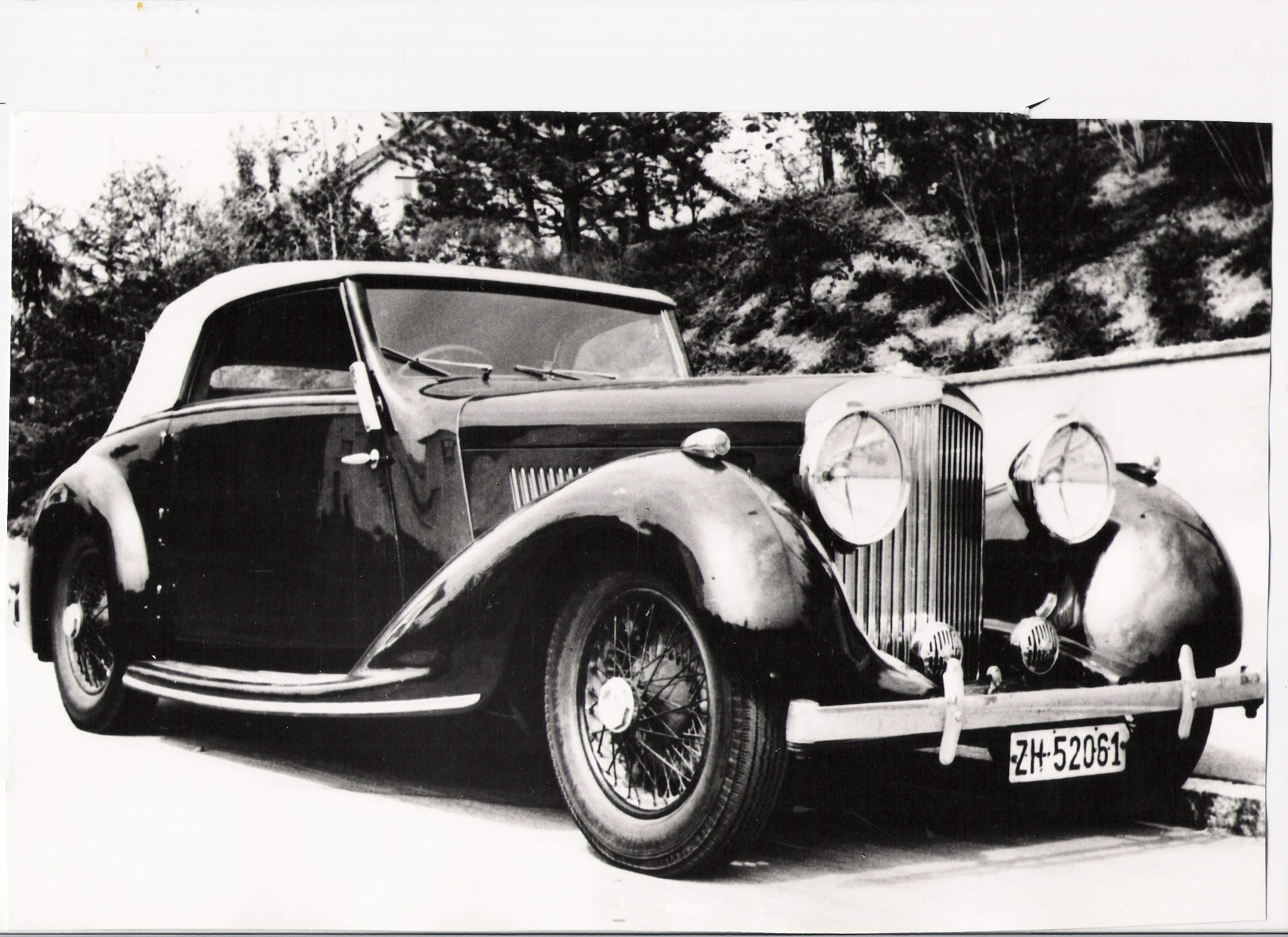
Bentley von 1937

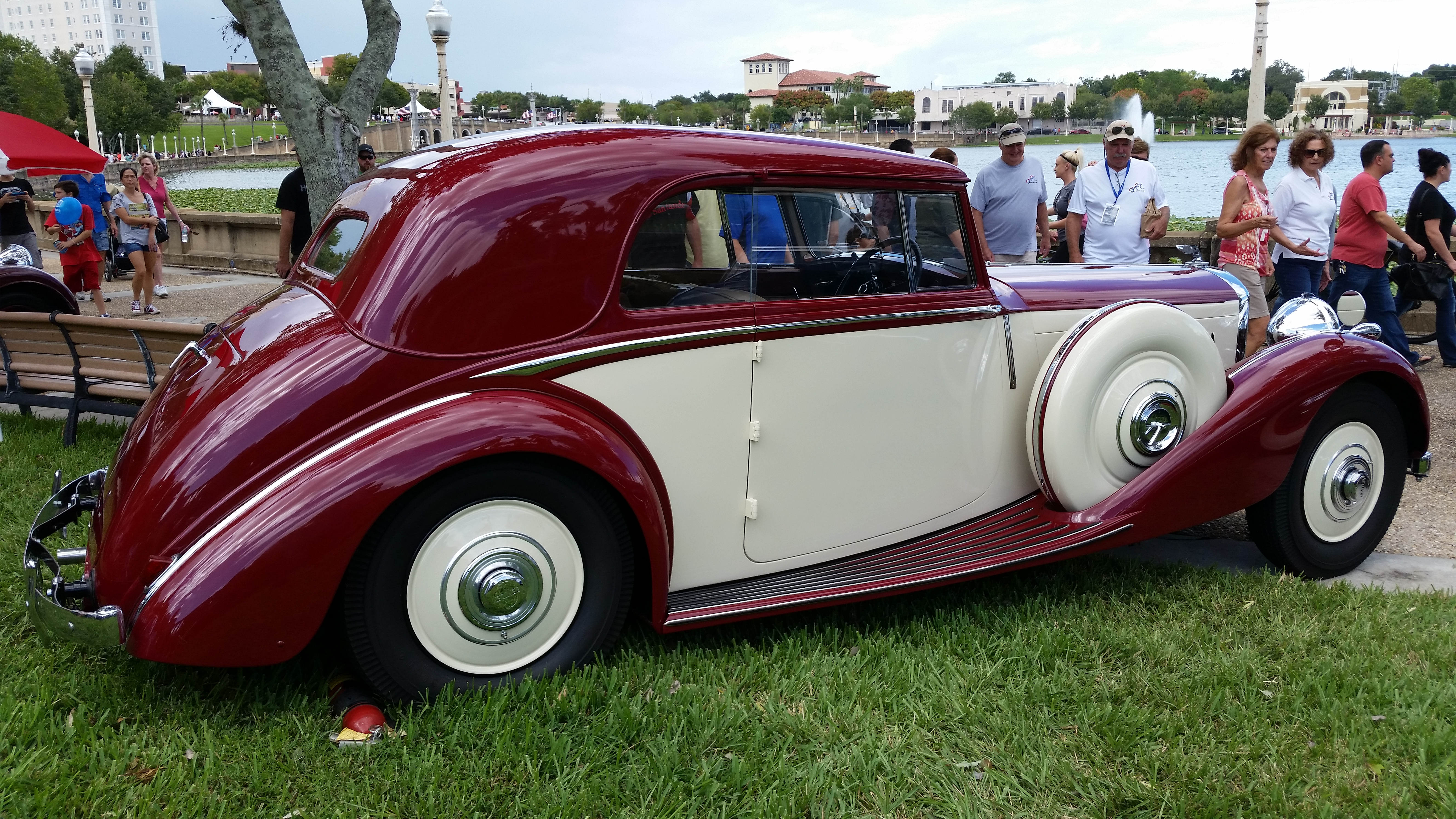
Bentley von 1939

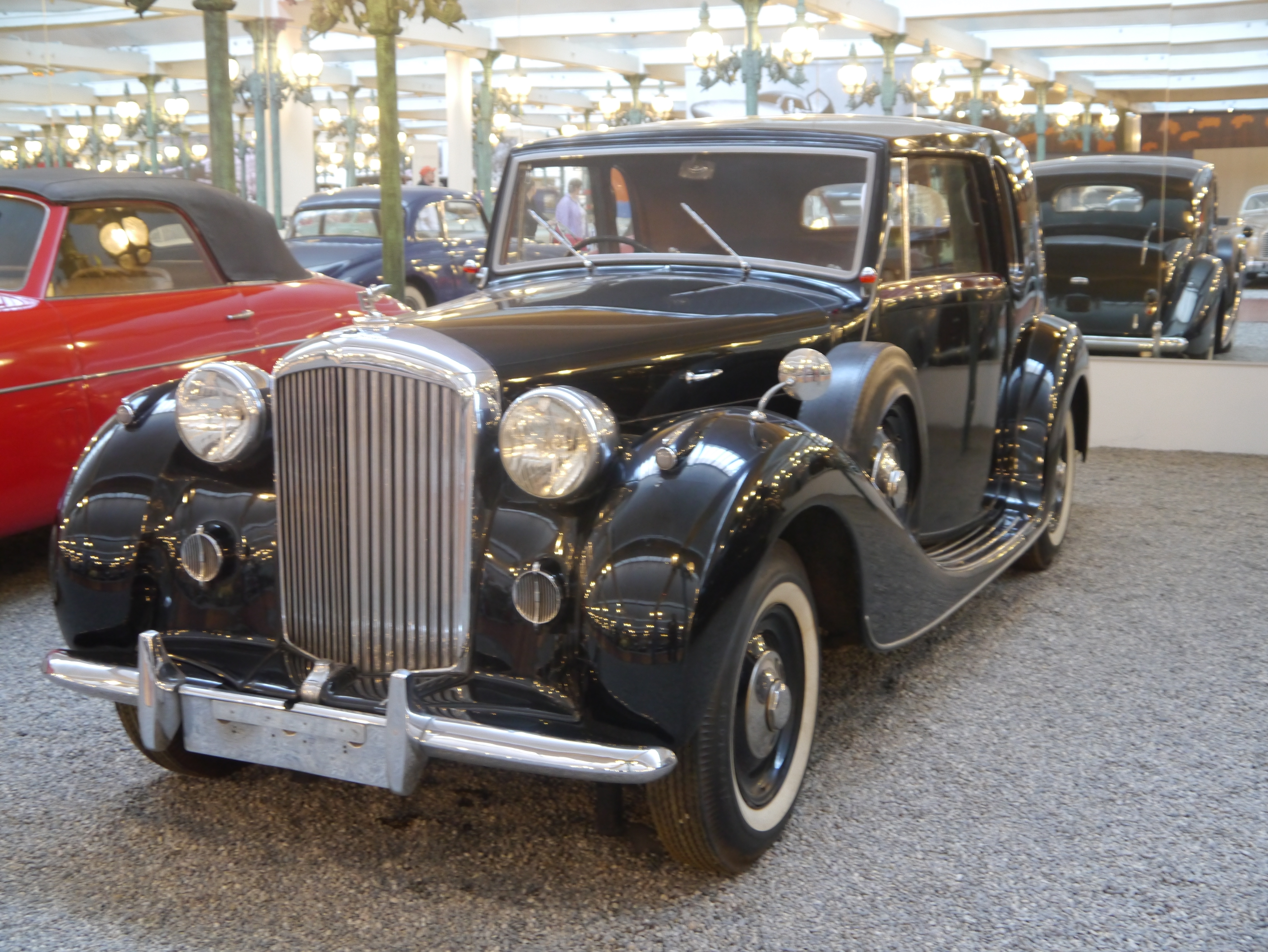
Bentley von 1948

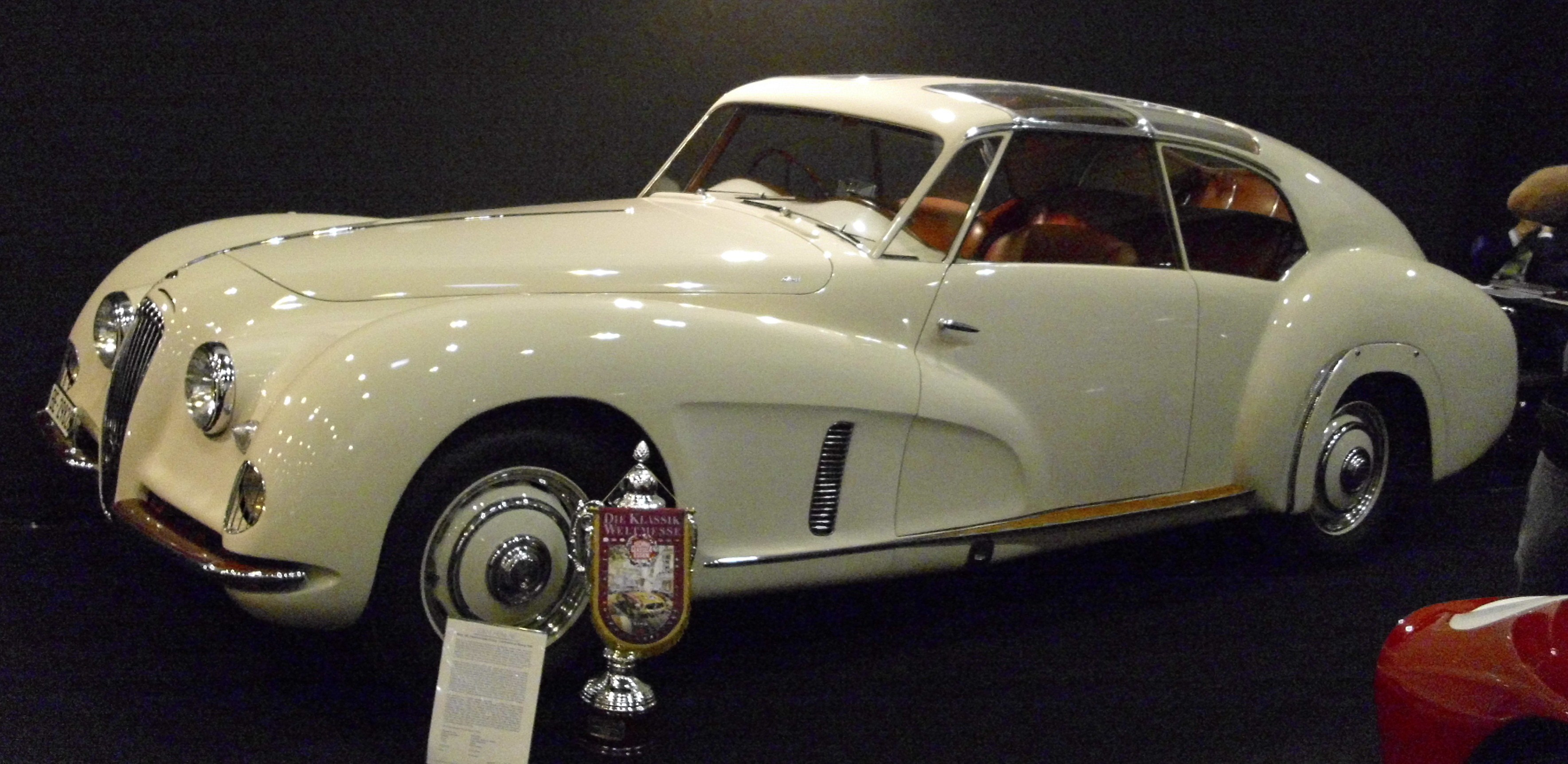
Riley von 1949

W. Köng AG, vorher A. Köng, war ein Schweizer Karosseriebauunternehmen.

## Unternehmensgeschichte
Alfred Köng gründete 1878 das Unternehmen in Basel. Zunächst stellte er Kutschen her. Abnehmer waren sowohl Privatpersonen als auch die Schweizerische Post. Sein Sohn Walter lernte den Beruf ebenfalls. Er wechselte 1926 zu Carrozzeria Italiana Cesare Sala nach Mailand und 1927 zu Louis Gallé nach Paris. Ab 1929 war er zunächst für Chrysler und danach für Packard tätig.
Nach dem Tod seines Vaters 1935 übernahm er das Familienunternehmen und benannte es um. Nun stellte er einzelne Karosserien für Automobile her. Als in den 1950er Jahren die Nachfrage wegfiel, kam die Restaurierung von Oldtimern dazu, von denen einige komplett neue Karosserien erhielten. Es gab auch eine Zusammenarbeit mit dem Mercedes-Benz-Museum in Stuttgart. Im Dezember 1986 erfolgte die Umwandlung in eine Aktiengesellschaft.
Walter Köng starb 1989. Das Unternehmen wurde 1999 geschlossen. Die Löschung aus dem Handelsregister erfolgte 2002.

## Fahrzeuge
Nach eigenen Angaben entstanden vier Fahrzeuge auf Fahrgestellen von Bentley. Eines davon steht in der Cité de l’Automobile.
1938 wurde ein Krankenkraftwagen auf Packard-Basis angefertigt, der noch existiert.
1948 karossierte Walter Köng einen Riley RM 2 ½ Liter. 3000 Arbeitsstunden waren dafür erforderlich. Das Fahrzeug wurde 1949 auf dem Genfer Auto-Salon präsentiert. Der Neupreis betrug 40.000 Schweizer Franken. Zu dem Preis war das Fahrzeug unverkäuflich. Köng behielt es bis zu seinem Tod. 2012 war es auf der Techno-Classica in Essen ausgestellt.
Außerdem werden Fiat 522 und ein Krankenwagen auf Martini-Basis für die Anfangszeit, ein Delahaye Type 135 von 1946 und ein weiterer Krankenwagen auf Cadillac-Fahrgestell von 1965 genannt. Vom Cadillac-Krankenwagen ist ein Bild erhalten geblieben.
Für die Zeiten als Restaurationsbetrieb sind Mercedes-Benz 540 K und ein Bugatti Type 57 Atalante überliefert.